# Ileksa
La Ileksa (in russo И́лекса?; anche Iloksa) è un fiume della Russia europea nordoccidentale (Repubblica di Carelia e oblast' di Arcangelo), tributario del lago Vodlozero (bacino idrografico della Vodla).
Nasce dal piccolo lago Kalgačinskij, posto nel versante meridionale delle alture Vetreny Pojas, catena di modesti rilievi collinari della Russia settentrionale; scorre mantenendo su tutto il percorso direzione mediamente meridionale, attraversando una regione quasi disabitata caratterizzata dall'alternanza fra bassi rilievi collinari di origine morenica e ampie zone pianeggianti, paludose e punteggiate di laghi. Sfocia nel lago Vodlozero, del quale è il principale immissario; dal Vodlozero esce poi il fiume Vodla, che porta le sue acque al lago Onega.
Il maggiore affluente è la Čusreka, confluente dalla sinistra idrografica; fra i numerosi specchi d'acqua attraversati dal fiume, il maggiore è il lago Monastyrskoe.
La Ileksa, analogamente a tutti gli altri fiumi della zona, è gelata per lunghi periodi ogni anno, mediamente dal tardo autunno alla primavera.